# Look What You've Done (Jet)
Look What You've Done è una canzone del gruppo musicale australiano Jet, terzo singolo estratto dall'album del 2003 Get Born.
A differenza di altri brani della band più marcatamente rock come Are You Gonna Be My Girl, è una ballata che dimostra l'influenza dei Beatles sulla musica del gruppo.